# Bandeira da República Socialista Soviética da Bielorrússia
A bandeira da RSS Da Bielorrússia foi adotada em 25 de dezembro de 1951. Antes disso, a bandeira estava vermelha com os caracteres cirílicos BССР (BSSR) em ouro no canto superior esquerdo, cercado por uma borda de ouro. Entre 1937 e a adoção da bandeira acima na década de 1940, a bandeira era a mesma, mas com um martelo de ouro e uma foice acima dos caracteres cirílicos e nenhuma borda. Entre 1919 e 1937, a bandeira era vermelha, com os caracteres cirílicos ССРБ (SSRB) no canto superior esquerdo. No início de 1919, uma bandeira vermelha simples foi usada. A bandeira final foi usada até o colapso da União Soviética em 1991